# Carol Ardiles
Carol Virginia Ardiles González (Coquimbo, 4 de septiembre de 1991)  es una futbolista chilena y profesora de educación física que juega como defensa en Coquimbo Unido de la Primera División de fútbol femenino de Chile.

## Trayectoria
Comenzó su carrera practicando básquetbol en el colegio, al no existir lugares para prácticar fútbol femenino en la Región de Coquimbo en ese entonces. En 2008, tras la Copa Mundial Femenina de Fútbol Sub-20 donde Coquimbo fue una de las sedes, aparecieron algunas academias de fútbol femenino en la zona, donde Ardiles empezó su carrera. 
Su primer equipo fue Coquimbo Unido, participando en ligas locales con el conjunto pirata y luego debutando de la mano del entrenador Claudio Quintiliani en 2010. 
En el segundo semestre de 2011 parte a Deportes La Serena, donde permanece hasta 2016.  Para el 2019 vuelve al fútbol, sumandose a la rama femenina de Coquimbo Unido, quienes volvieron a los torneos ANFP tras dejar de competir en 2011. Durante esa temporada, fue la capitana de las piratas. En este período, además, suma una nominación a los microciclos de la selección chilena. En 2020 retorna a Deportes La Serena. 
Durante 2021 tiene un paso por Palestino, siendo nuevamente citada a microciclos de la selección chilena durante ese período.  En 2022 vuelve a Coquimbo Unido, donde logró el título de la Primera B dicho año.   El siguiente año, de cara al torneo de Primera División, firmó contrato en la institución aurinegra. 

## Clubes
| Club               | País  | Año           |
| ------------------ | ----- | ------------- |
| Coquimbo Unido     | Chile | 2010-2011     |
| Deportes La Serena | Chile | 2011-2016     |
| Coquimbo Unido     | Chile | 2019          |
| Deportes La Serena | Chile | 2020          |
| Palestino          | Chile | 2021          |
| Coquimbo Unido     | Chile | 2022-presente |

## Palmarés

### Campeonatos nacionales
| Título             | Equipo         | Año  |
| ------------------ | -------------- | ---- |
| Primera B Femenina | Coquimbo Unido | 2022 |